# ماساشی واکاسا
ماساشی واکاسا (انگلیسی: Masashi Wakasa؛ زادهٔ ۲۴ ژوئیهٔ ۱۹۸۹) بازیکن فوتبال اهل ژاپن است.
از باشگاه‌هایی که در آن بازی کرده‌است می‌توان به باشگاه فوتبال جف یونایتد ایچیهارا چیبا اشاره کرد.